# Shantae
Shantae és un videojoc de plataformes creat l'any 2002 per Matt Bozon per al sistema Game Boy Color. Va ser produït per WayForward Technologies i distribuït per la companyia Capcom.
El joc no va tenir molt èxit quan va ser originalment llançat ja que va ser produït un any després de l'llançament de la Game Boy Advance, encara que era possible jugar-ho sobre aquesta consola, amb contingut exclusiu.
Tot i això, el joc va rebre crítiques molt positives 
Una seqüela, Shantae: Risky 's Revenge, va ser llançat al DSiWare el 2010, i una conversió iOS d'aquesta va ser llançada el 2011 i després una conversió per Steam en 2014.
Una altra seqüela, Shantae and the Pirate 's Curse, va ser llançada el 2015 per la Nintendo 3DS, la Wii U i PC, i posteriorment en Nintendo Switch, PS4 i XBOX.
Un quart episodi, Shantae: Half-Genie Hero, llançat en 2016 en WiiU, PC, PS3, 360, Nintendo Switch, PS4 i XBOX.
Un cinquè episodi, Shantae and the Seven Sirens, va ser llançat per a Ipad i Iphone al 2019 i després una conversió per a Nintendo Switch, PC, PS4 i XBO el 2020.